# Howwood
Howwood (Coille an Dail en gaélique (gd), The Howewid en scots (sco)) est une ville d'Écosse, située dans le council area et région de lieutenance du Renfrewshire.
Située entre Johnstone et Lochwinnoch, elle est une ville-dortoir pour les villes de Paisley et Glasgow et possède une gare (en).